# Kulturfabrik d'Esch-sur-Alzette
La Kulturfabrik est un centre culturel situé dans le sud du Luxembourg, au cœur de la Grande Région, à Esch-sur-Alzette dans les bâtiments de l’ancien abattoir municipal datant de la fin du XIXe siècle.

## Histoire

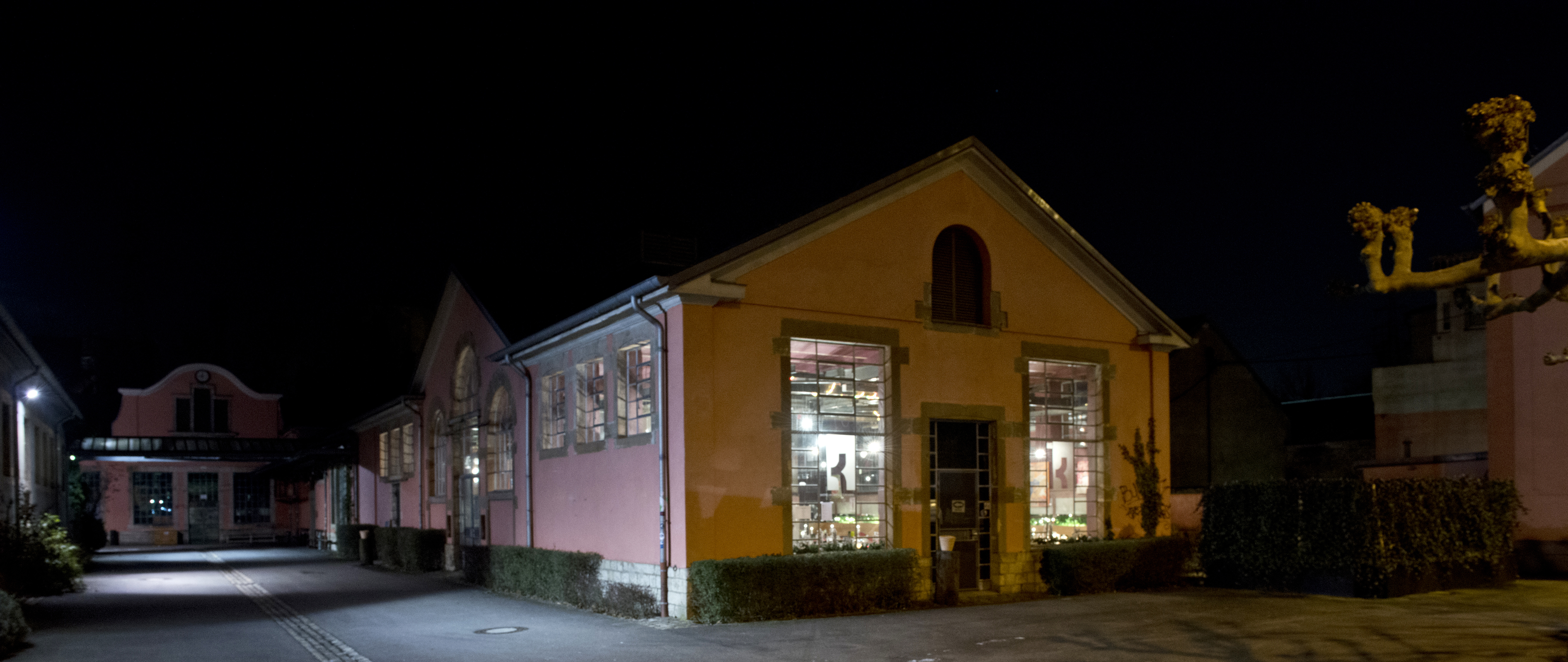
La Kulturfabrik de nuit.

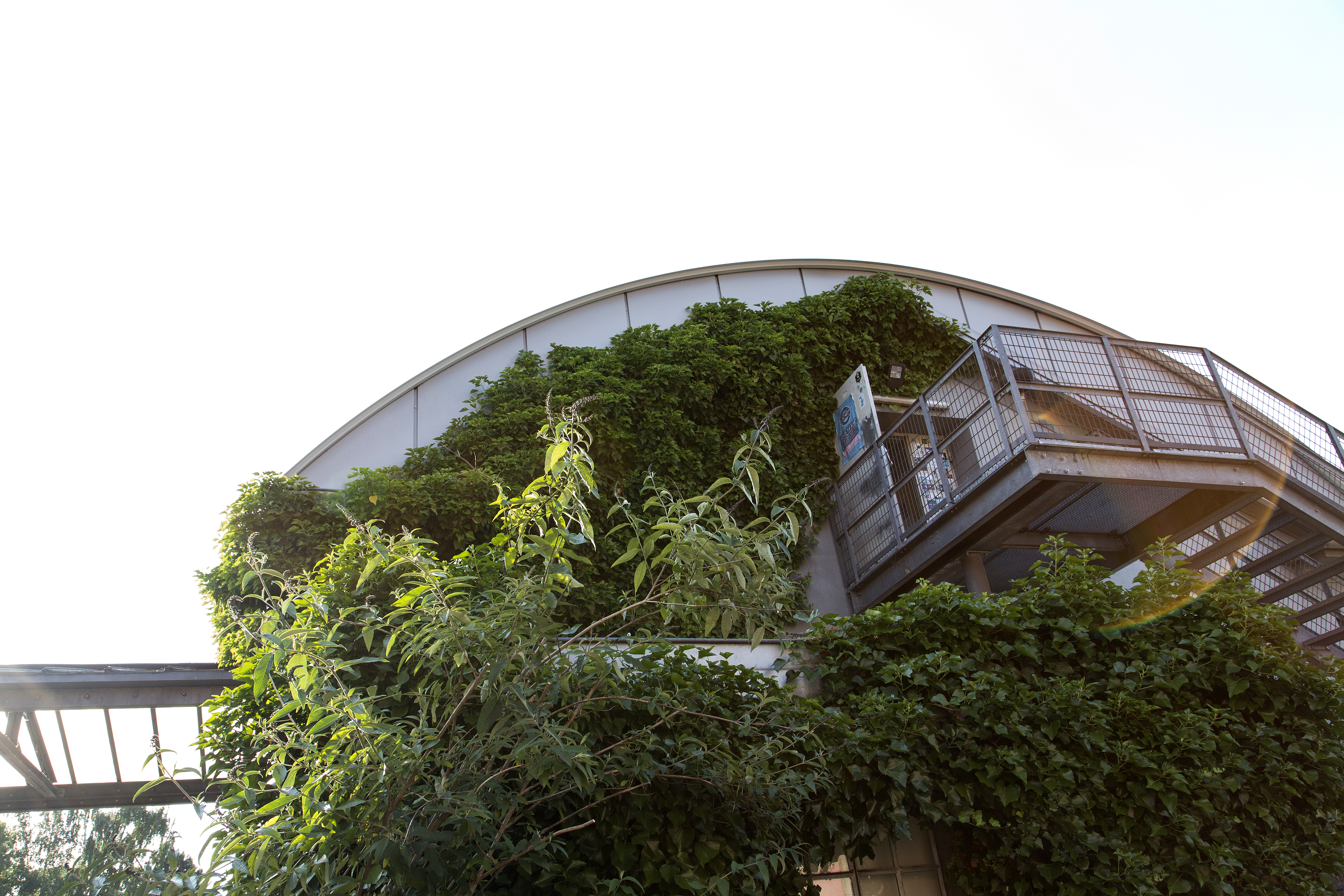
Vue extérieure de la Kulturfabrik.

De 1885 à 1979, le bâtiment accueille l'abattoir municipal d'Esch-sur-Alzette. Puis, à partir de 1982, il est occupé par l’association sans but lucratif (ASBL) Theater GmbH qui laisse dans ce lieu des salles de répétition et de spectacles. 
En 1983, l'association sans but lucratif Kulturfabrik voit le jour, et de 1984 à 1995, le site accueille des activités artistiques et socioculturelles de toutes natures. Fin 1996 a lieu la signature de la convention entre l'État, la ville d'Esch-sur-Alzette et la Kulturfabrik, Elle reçoit une subvention de rénovation de 1,93 million d'euros, et en 2002, 308 000 euros par an pour couvrir les frais de fonction. La kulturfabrik ouvre officiellement le 2 octobre 1998. 
Désormais, le centre culturel Kulturfabrik est un lieu d’accueil et de création, une résidence d’artistes, et un centre pilote pour le développement durable.

## Équipements

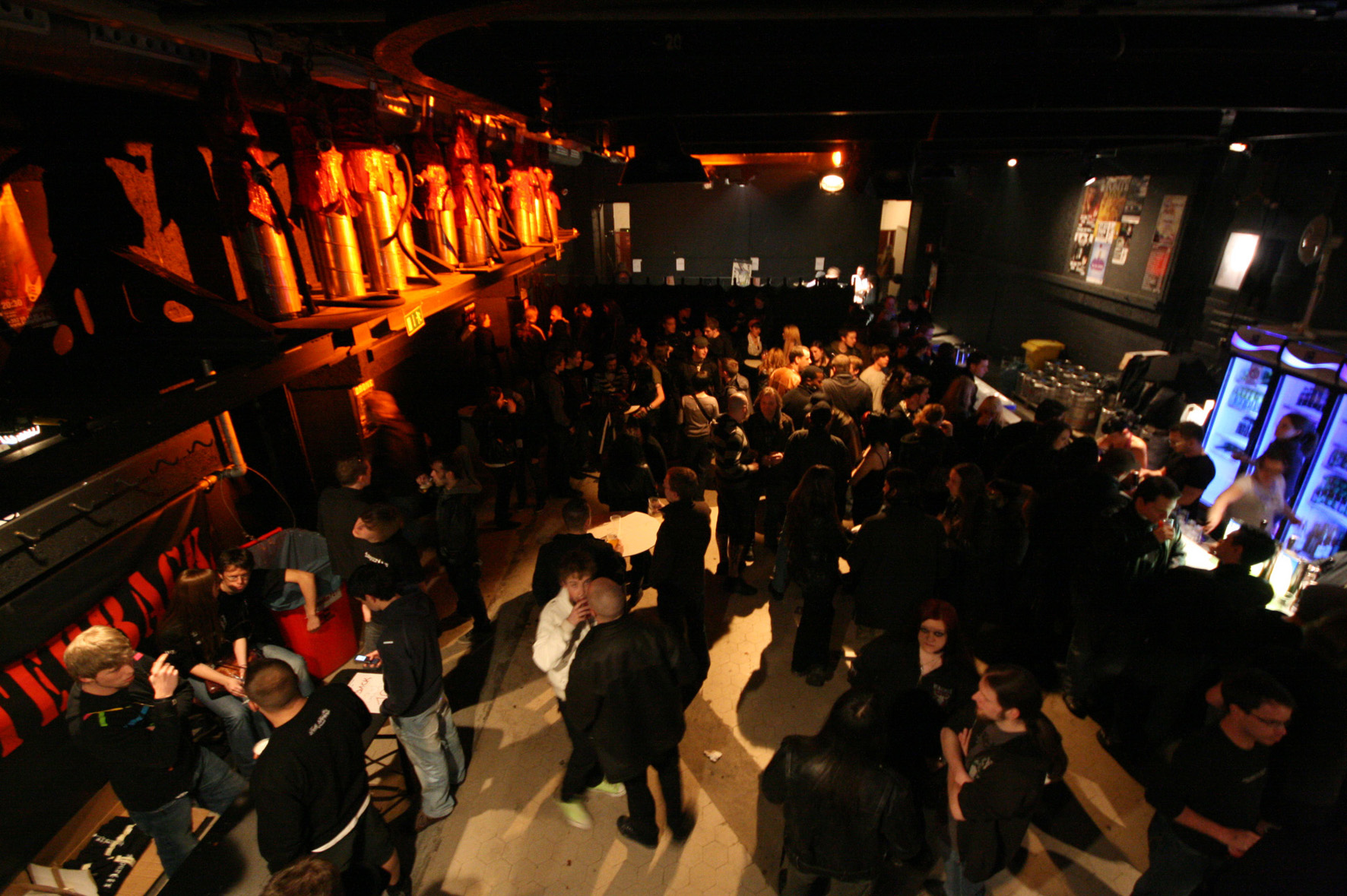
Petite salle de la Kulturfabrik.

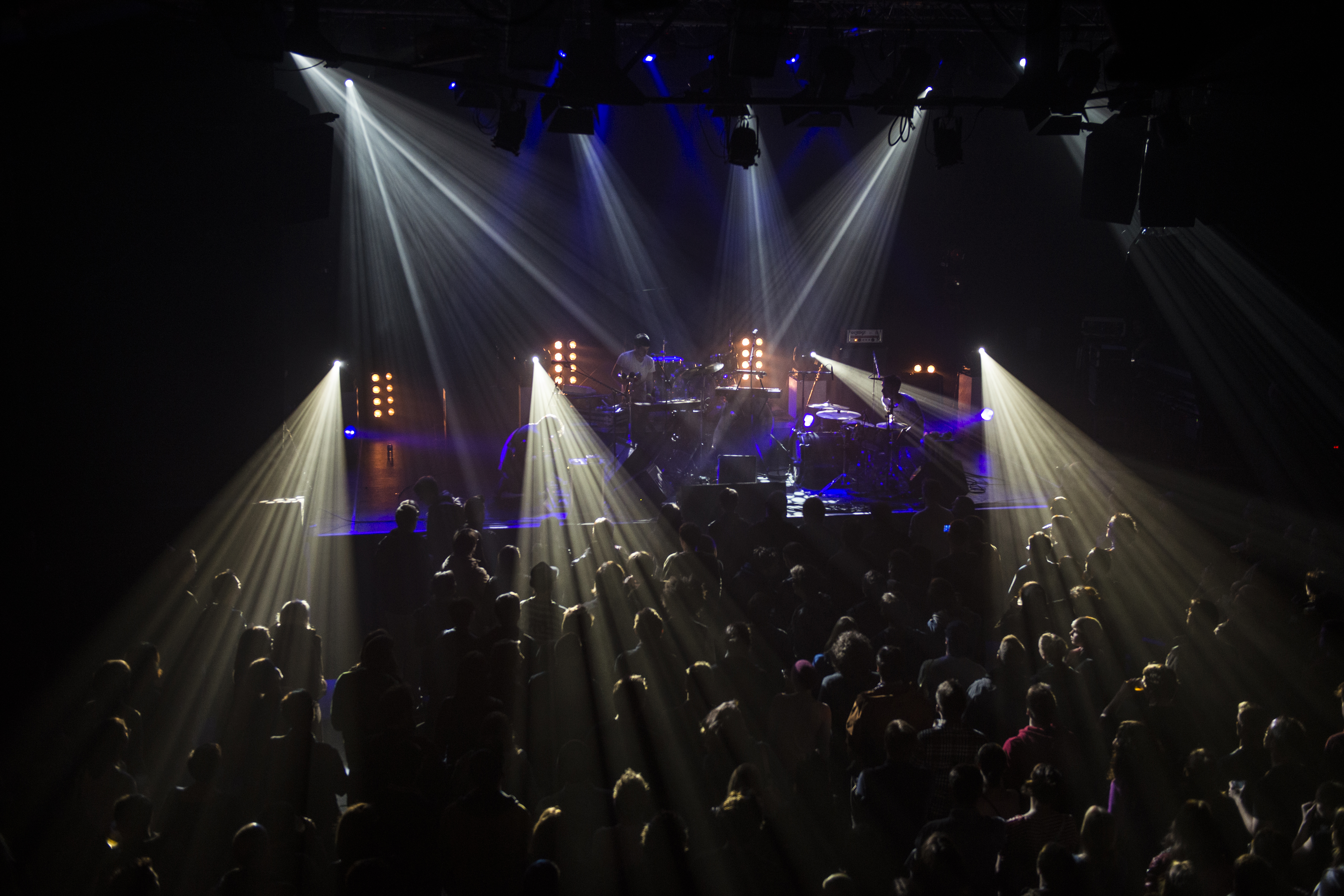
Grande salle de la Kulturfabrik.

La superficie du lieu est de 4 500 m2. Il est doté des équipements suivants :
- Grande salle de spectacle (850 places debout / 270 places assises) ;
- Petite salle de spectacle (250 places debout) ;
- Le Ratelach pour les soirées littéraires ou les petites activités (35 places) ;
- Une galerie d’exposition : Galerie Terres Rouges ;
- Six studios de répétitions (pour groupes de musique actuelle) ;
- Trois espaces pour ateliers, workshops, formations et répétitions de compagnie de théâtre ;
- Un Atelier - boutique de céramique (Keramikfabrik) ;
- Un cinéma (Kinosch) ;
- Une brasserie-restaurant (K116).

## Réseaux et certifications
- Réseau Luxembourgeois des Centres Culturels Régionaux Décentralisés
- Trans Europe Halles
- Fédération européenne des Maisons de poésie
- Theaterfederation
- Cirque en Lorraine
- Centre agréé du Service national de la Jeunesse
- Centre de formation d'apprenti agréé par la Chambre de commerce du Luxembourg

## Missions
- Soutien à la création
- Soutien à l’émergence de jeunes talents
- Éveil artistique et projets pédagogiques
- Projets transfrontaliers (Festival du film italien de Villerupt, Autour de Taslima Nasreen, Regards sur le cinéma, Textes sans frontière...)
- Centre pilote pour le développement durable

## Programmation
En quelques chiffres, la Kulturfabrik compte 250 manifestations par an intra et extra-muros. Les disciplines proposées incluent musique actuelle, musiques du monde, théâtre et doublage, nouveau clown, cinéma (Festival du film italien de Villerupt, ciné-club), littérature (Word in Progress, Printemps poétique transfrontalier), conférences, et workshops. Des festivals tout au long de l’année incluent Out of the Crowd Festival, FlamencoFestival Esch, AfrikaFestival Esch, Kufa's Urban Art, et le Clowns in Progress.
Les groupes qui répètent dans les studios incluent Miles to Perdition (death metal), Rome (dark folk), Ice in my Eyes (indie pop), No Metal in this Battle (post-rock), Mutiny in the Bounty (math rock), Scarred (metal), The Disliked (reggae/ska), Judasz (musique expérimentale), Ryvage (electro), Cosmogon (metal), Heartbeat Parade, et La Fa Connected (rock indépendant). Les artistes incluent : Queens of the Stone Age, A Silver Mt. Zion, Mono, Suicidal Tendencies, Monster Magnet, Motorpsycho, Apocalyptica, King's X, The Gathering, Dream Theater, Fu Manchu, The Black Dahlia Murder, ¡Forward, Russia!, Morbid Angel, Modest Mouse, Testament, Broken Social Scene, Red Sparowes, Battles, Cult of Luna, Architects, Unearth, PVT, Poison the Well, The Notwist, Clutch, The Jezabels, Parkway Drive, Tortoise, Melvins, Wax Tailor, Imogen Heap, Katatonia, IAMX, 65daysofstatic, Bolt Thrower, CocoRosie, Iron and Wine, Bonobo, Asking Alexandria, Envy, Beatsteaks, Fink, Meshuggah, Gentleman, Julian Marley, Ky-ma, Barrington Levy, Einstürzende Neubauten, Jon Spencer Blues Explosion, Sophie Hunger, Marky Ramone, Gilles Defacque, etc.
Dans le monde du flamenco, ce sont Manolo Franco, Marie-Josée Franco, António Serrano, Andrès Pena, Pedro Ricardo Mino, Gualberto Garcia, Segundo Falcon, Patricia Guerrero, Fran Espinosa, Olga Pericet, Pastora Galván, Leonor Leal, La Tremendita, La Lupi, Javier Baron, Rafael Campallo, Fuensanta La Moneta, et Belén Maya.
Dans le spectacle vivant, ce sont Cie Les Matapeste, Calixte de Nigremont, les clowns du cirque de Hanoï, les clowns de Saint-Pétersbourg, Francis Albiero, Isabelle Wéry, Ludor Citrik, Colette Migné, Gilles Defacque, Alan Fairbairn, Guraï et Asli, Isabelle Lemetay, Michel Deltruc, Sébastien Coste, Camille Perrin, Antoine Arlot, Didier Barrois, Julien Bogenschütz, Véronique Mougin & Michel Deltruc, Bonaventure Gacon, Alba Sarraute, Heinzi Lorenzen, Constantin Cojocaru, Marja Leena Junker, Andrei Elek, Valéry Plancke, Elena Popa, Luc Schiltz, Josiane Peiffer, Martin Engler,...
Parmi les peintres, photographes et plasticiens, ce sont Diane Jodes, The’d Johanns, Sonja Schönberger, Véronique Kolber, René Gillain, Marcel Wolff, Tim Battin, Frauke Hänle et Claus Kienle, Sébastien Cuvelier, Slava Mogutin, et Atelier d’Empreinte Collectif Marges Flottantes.